# Liste der höchsten Erhebungen der Bundesstaaten der Vereinigten Staaten
Diese Liste zeigt die höchsten Erhebungen der Bundesstaaten der Vereinigten Staaten von Amerika.
| Bundesstaat    | Gipfel             | Region                          | Höhe [m] |
| -------------- | ------------------ | ------------------------------- | -------- |
| Alabama        | Cheaha Peak        | Talladega Mountains             | 726      |
| Alaska         | Denali             | Alaskakette                     | 6168     |
| Arizona        | Humphreys Peak     | San Francisco Peaks             | 3829     |
| Arkansas       | Mount Magazine     | Magazine Mountains              | 840      |
| Colorado       | Mount Elbert       | Sawatch Range                   | 4399     |
| Connecticut    | Mount Frissell     | Taconic Mountains               | 725      |
| Delaware       | Ebright Azimuth    | Appalachen                      | 137      |
| Florida        | Britton Hill       | Florida Ridge Hills             | 105      |
| Georgia        | Brasstown Bald     | Blue Ridge Mountains            | 1458     |
| Hawaii         | Mauna Kea          | Mauna Kea                       | 4205     |
| Idaho          | Borah Peak         | Lost River Range                | 3861     |
| Illinois       | Charles Mound      |                                 | 376      |
| Indiana        | Hoosier Hill       |                                 | 383      |
| Iowa           | Hawkeye Point      |                                 | 510      |
| Kalifornien    | Mount Whitney      | Sierra Nevada                   | 4419     |
| Kansas         | Mount Sunflower    |                                 | 1231     |
| Kentucky       | Black Mountain     | Cumberland Mountains            | 1263     |
| Louisiana      | Mount Driskill     |                                 | 163      |
| Maine          | Mount Katahdin     | Appalachen                      | 1606     |
| Maryland       | Hoye-Crest         | Backbone Mountain               | 1020     |
| Massachusetts  | Mount Greylock     | Taconic Mountains               | 1064     |
| Michigan       | Mount Arvon        | Huron Mountains                 | 603      |
| Minnesota      | Eagle Mountain     | Misquah Hills                   | 701      |
| Mississippi    | Woodall Mountain   | Appalachen                      | 246      |
| Missouri       | Taum Sauk Mountain | Saint Francois Mountains        | 540      |
| Montana        | Granite Peak       | Beartooth Mountains             | 3904     |
| Nebraska       | Panorama Point     |                                 | 1653     |
| Nevada         | Boundary Peak      | White Mountains (Kalifornien)   | 4007     |
| New Hampshire  | Mount Washington   | White Mountains (New Hampshire) | 1917     |
| New Jersey     | High Point         | Appalachen                      | 550      |
| New Mexico     | Wheeler Peak       | Sangre de Cristo Range          | 4011     |
| New York       | Mount Marcy        | Adirondack Mountains            | 1629     |
| North Carolina | Mount Mitchell     | Blue Ridge Mountains            | 2037     |
| North Dakota   | White Butte        | Slope County                    | 1069     |
| Ohio           | Campbell Hill      | Logan Hills                     | 472      |
| Oklahoma       | Black Mesa         |                                 | 1516     |
| Oregon         | Mount Hood         | Kaskadenkette                   | 3425     |
| Pennsylvania   | Mount Davis        | Allegheny Mountains             | 979      |
| Rhode Island   | Jerimoth Hill      |                                 | 247      |
| South Carolina | Sassafras Mountain | Blue Ridge Escarpment           | 1085     |
| South Dakota   | Harney Peak        | Black Hills                     | 2207     |
| Tennessee      | Kuwohi             | Great Smoky Mountains           | 2025     |
| Texas          | Guadalupe Peak     | Guadalupe Mountains             | 2667     |
| Utah           | Kings Peak         | Uinta Mountains                 | 4123     |
| Vermont        | Mount Mansfield    | Green Mountains                 | 1339     |
| Virginia       | Mount Rogers       | Blue Ridge Mountains            | 1746     |
| Washington     | Mount Rainier      | Kaskadenkette                   | 4392     |
| West Virginia  | Spruce Knob        | Allegheny Mountains             | 1482     |
| Wisconsin      | Timms Hill         |                                 | 595      |
| Wyoming        | Gannett Peak       | Wind River Range                | 4207     |

## Alpinismus
In Bergsteigerkreisen gilt es als besondere Herausforderung, alle 50 „High Points“ innerhalb eines gewissen zeitlichen Rahmens zu besteigen. Bis 2018 war das nachweislich 273 Personen gelungen. Colin O’Brady aus Portland, Oregon, stellte in jenem Sommer mit einer Zeit von 23 Tagen einen neuen Weltrekord auf, indem er verschiedene Transportarten zwischen den einzelnen Staaten nutzte. Die bisherige Bestmarke war bei 41 Tagen gelegen.